# Neuroleon demeter
Neuroleon demeter är en insektsart som beskrevs av Hölzel 1972. Neuroleon demeter ingår i släktet Neuroleon och familjen myrlejonsländor. Inga underarter finns listade i Catalogue of Life.